# أليخاندرو بونس
أليخاندرو بونس (بالإسبانية: Alejandro Ponce)‏ هو اقتصادي بيروفي، ولد في 3 مايو 1970 في أريكيبا في بيرو.